# Манастир Пакра
Манастир Пакра је манастир Епархије пакрачко-славонске Српске православне цркве, смештен у средишњој Славонији, у општини Сирач. Манастир је тренутно у лошем стању и без монаштва. Према неким историјским изворима манастир се још назива и Нова пустиња.

## Положај и припадност
Манастир Пакра се налази на подручју села Доњи Борки, између славонских градића Дарувара и Пакраца, старог седишта славонског владичанства. Манастир је смештен уз речицу Бијелу, притоку реке Пакре (по којој је манастир добио назив). Област око манастира припада брдско-планинском делу Славоније (планина Папук), названом Забрђе. Околна села су до последњег рата била насељена махом српским живљем.
Пакрачко-славонска епархија, у чијем саставу је манастир Пакра,  са непрекинутим низом православних епископа на челу од 1704. до данас, под својом духовном јурисдикцијом окупила је, током више од три века, православно становништво Славоније и, нешто краће, северне Хрватске. У 18. веку дефинисана као дијецеза унутар граница Карловачке митрополије, своју је матичну црквену организацију надживела  као заокружен ентитет, да би, у понешто измењеним географским и јурисдикционим оквирима, од 20. века постала део обновљене српске патријаршије.

## Историја манастирског комплекса
Планинске крајеве Славоније српско становништво насељава већ у 15. веку, склањајући се пред Османлијама. Досељавање је посебно било значајно у 16. веку, после пада Славоније под Османлије. Славонија је тада била прилично пуста, пошто се дотадашње римокатоличко становништво иселило пред Османлијама у Градишће (преци данашњих Градишћанских Хрвата).
У историјским изворима манастир се још назива и Нова Пустиња. Најстарије сведочанство о његовом постојању је из 1556. године. Помиње се те године игуман Теодосије, један у низу до тада. По легенди манастир је подигао неки Стаменко Њигомир покајник и пустињак. Тај Стаменко или Станко се замонашио и добио име Јован. Калуђер Јован је са другим монасима направио дрвене колибе из којих је проистекао манастир Пакра. За време турске власти у Славонији је запустео, а обновио га је 1697. митрополит моравски Григорије са својим монасима из Милешеве.
На путу до манастира налазе се два села Бијела и Сирач. Сирач је место где је 1695. године патријарх Чарнојевић хтео да сагради патријаршијску резиденцију. Сирач је некада био други по величини град у Славонији, а његову древну цркву је такође хтео патријарх српски да претвори у "патријаршију". Али од те замисли је одустао. Ту се налазио замак и стародревни град у којима су живели сирачки властелини Тиболовићи, Кастелановићи и грофови Јанковићи.
У историји је забележен одлазак Теодора Милешевца 1717. године у Русију ради милостиње, где добија доста дарова, највише књига и црквених драгоцености у вредности од 100 рубаља. Вредно монаштво је убрзо увећало манастирску економију (половином 19. века посед манастира је био већи од 100 јутара), па је почело обнову запустелог манастира Света Ана. Између 1759. и 1763. године подигнута је капела Светог Николе на манастирском гробљу. Иконостас манастирске цркве је из 1773. године, а радио га је иконописац Василије Остојић са помоћником Лазаром из Новог Сада. Резбарски посао је урадио 1774. године мајстор билдхауер, Јован Дујковић из Подборја (Дарувара).
Манастир је тешко страдао 24. маја 1780. године у страшном невремену, које је однело кровове са цркве и свих зграда. Због недостатка средстава обнова је урађена тек 1785. године.
У Првом светском рату манастирска и парохијска црква су остале без звона. 1923. урађена је темељна обнова манастира, а на манастирској економији у Бијелој је саграђена нова кућа.
Висарион Сарај је служио као јерођакон 7 година у манастиру.
Други светски рат је донео потпуну пропаст манастира, који је доживео сличну судбину као и Срби у НДХ. Калуђери су протерани у Србију. Део манастирских старина је сакрио игуман Јефрем, а део је пренет у Загреб. 1943. године усташе су запалиле келије, а црква је уништена. Ствари које је игуман закопао пронашли су партизани. Од ових ствари опстале су само неке, међу њима Милешевска плаштаница, дар молдавског војводе Ивана Александра IV и његове жене Роксанде, која се сада чува у Музеју Српске православне цркве у Загребу (обновљен 2006), где представља један од најдрагоценијих уметничких предмета.
После рата црква је оспособљена за богослужење, а од келија је обновљено толико колико је најпотребније монахињама које су живеле ту и обнављале манастир.
У последњем рату у Хрватској манастир је поново опустео. Након престанка ратних операција, 1997. године, због изузетно лошег стања, преузете су иконе Светог Јована, Сусрета Марије и Елизабете те Христа с владичанског трона, које су потом складиштене у депо ХРЗ-а у Лудбрегу. Док су преостали делови иконостаса гробљанске капеле складиштени унутар цркве, тако да су већи делови прислоњени уз клупе, а остатак је раширен по простору цркве. Рушевине те мале капеле данас су потом обрасле високим растињем, тако да је пут до њене унутрашњости, нарочито током летњих месеци потпуно неприступачан.
У мају 2007. године спроведена је дезинсекција простора цркве, а у мају и јуну санирана је нарушена статика грађевине стегама на више позиција у темељу цркве и у нивоу ободног венца северног и јужног зида. Током отварања темеља обављена је и дренажа цркве, међутим и до данас није било веће обнове.
Данас је манастир Пакра празан и готово запуштен. О њему се брине парох даруварске православне цркве.

## Манастирска порта
У манастирској порти, на њеној средини, с полукружним светиштем и звоником уз главно прочеље, саграђена је црква Ваведења Пресвете Богородице, а одмах до ње конак, а нешто даље гробљанска капела и гробље.

### Црква Ваведења Пресвете Богородице
Црква Ваведења Пресвете Богородице која је довршена 1765. је барокна једнобродна грађевина, саграђена од клесаног камена са мањом количином гипса и цигле. Црквени кров је 1803. године добио покривач од поцинкованог лима.
Црква је у својој дугој историји неколико пута тешко страдала. Треба споменути године 1780. и 1887. годину, када је у оба случаја у невремену потпуно уништен лимени кров цркве, што је за последица имала стварање неповољних микроклиматских услова који су имали разарајуће деловање на дрвени инвентар, посебно на иконостас саме цркве.

Наосом цркве доминира велики иконостас, одвајајући глави брод од светишта. Иконостас је подигнут 1779. године, висок је скоро 10 метара, има 72 иконе, распоређене у пет редова с додатим певницама и троновима са обе стране. 
У најнижем реду су сцене из Старог завета, затим шест престолних икона с царским дверима. У следећем реду ниже се дванаест Христових и Богородичиних празника с тајном вечеру у средини. Следи икона Деисис усред дванаест апостолских икона. Изнад тога је велика икона Св. Тројице усред пророчанских икона, а на врху у средишту стоји Распеће, а са стране Богородице и св. Јован. Две богато украшене троугласте групе картуша од по шест икона, приказују Христове муке, и затварају са обе стране врха иконостаса и допиру до самог свода цркве.
Иконе су осликане у техници темпере на доста танком слоју туткално-кредне основе, а приписују се новосадском уметнику Василију Остојићу.

### Конак
Манастирски конак је дугачка уска грађевина са три крила и две етаже.

### Звоник
Уз западни зид црква Ваведења Пресвете Богородице дозидан је звоник 1769. године, тако да је основа с апсидом и звоником добила облик крста.

### Гробљанска капела
Осим цркве и конака, на једном благом узвишењу саграђена је 1761. године (или 1764?), гробљанска капела Светог Николе — једнобродна грађевина са полуцилиндричним сводом, полукружним светиштем, певницом и криптом где су сахрањивани монаси. Иконостас капеле Св. Николе, дело непознатог мајстора, нешто је старије од великог иконостаса из цркве Ваведења Пресвете Богородице, а израђен је 1764. године (према натпису на владичанском трону), или три године након градње капеле.
Гробљанска капела Светог Николе доживела је лошу судбину због њене изградње на узвишењу поред цркве Ваведења Пресвете Богородице, које је склоно природном клизању тла. То је изазвало пуцање и раздвајање зидова капела, а довело је и до урушавање звоника и кровишта. Због ових промена у конструкцији фрескодекорације које су биле у простору капеле, посебно иконостас, доживео је невиђено пропадање у врло кратком времену.

## Ризница

### Реликвије
Између два светска рата описано је више драгоцених предмета у тадашњој манастирској ризници:
- Године 1934. године поменута као највећа драгоценост (по старини) икона Св. Богородице, која се носи само током Велике литије.
- Дрвени крст обложен седефом, са старим грчким натписом.
- Крст Арсенија III Чарнојевића, дуг 0,44 а широк са крацима 0,20 метара. На њему су се са стране налазиле по једна већа и десет малих иконица. Крст је био украшен и са драгим камењем: два велика опала, осам крупних тиркиза, два ахата, 52 мерџана, 66 осредњих ахата и опала, а највећи горњи камен је недостајао. На крсту су биле уплетене и „две јабуке”, а постоје и грчки и јеврејски иницијали. Када је манастир посетио српски Патријарх, поред крста дао је - скинувши са себе „владичанску панагију” од злата, на којој су се са предње стране налазио биљур кристал. На заклопцу се видело исписано патријархово име; још тада је панагија била склоњена у митрополијски двор у Пакрацу.

- Више других крстова, икона, богатих украса и минијатура из 15. и 16. века. На једној "голпији" дугој 0,21 метар нашло се вештом руком дрворезбара и кујунџије (који га је пратио), чак шест већих, једна средња и 30 малих иконица.
- Плаштаница (као најзначајнији предмет, позната као Милешевска плаштаница), поклон молдавског војводе Јована Александра Лупуснеана и његове супруге Роксанде, од 6. августа 1567. године. Војвоткиња Роксанда је била кћи српског деспота Лазара Бранковића. И она и њена мајка (када је постала удова) удала се за молдавског бољара. Двор молдавског господара Јована налазио се у граду Сучави у Молдавији. Турци су га скинули са власти и заточили у Цариграду, „а оданде се избавио наводно уз помоћ Св. Саве”. Када је поново постао владар у Молдавији 1563. године, послао је у знак захвалности српском светитељу тај вредан поклон. Плаштаница је била првобитно намењена гробу Св. Саве у манастиру Милешеви, али је одатле због Османлија, пренета у манастир Пакру.[11] На покрову је лепа икона полагања Христа у гроб, а све линије су изведене у ствари украсима од злата и ситног драгог камења. Посебну занимљивост представља факат да су ликови на икони, у ствари овековечени чланови те молдавске војводске породице. Сам војвода Јован "позајмио" је лик Преподобном Јосифу, а Роксанда са кћерима - женама мироносицама.[12]
- Од црквених сасуди помињу се и два велика, два средња и четири мала кандила из 1754. године.
- На самом крају 18. века братство манастира Пакра поручило је неколико бакрореза, па тако из  1800. године потиче представа  Преноса моштију Светог Николе , дедикације манастирске гробљанске капеле.[13]  У главној манастирској цркви бакрорез је служио као целивајућа икона. Оригинална плоча налазила се у Пакри све до Другог светског рата.
- Пакрански монаси  били су и ктитори  бакрореза са представама Преображења Христовог Ваведења Богородице  и Светог великомученика Теодора Тирона .

### Богослужбене књиге
Библиотека манастир је била богата и са богослужбеним књигама, међу којима су значајнија:
„Равноријечко јеванђеље” — најзнаменитија рукописна србуља које потиче из јужне Србије, из манастира Равна Река. Ту књигу су писали 1437. године духовник Герасим и мајстор Неша, док је боју дао игуман Новак, а остало дао прота Јануш. Јеванђеље се затим 1661. године оковано - на дрвене корице је прикован златно сребрни оков.
„Руско јеванђеље” — старо вредно јеванђеље са тешким сребрним корицама. На њима се налазе пет минијатурних сличица на златном емајлу. Ту свету тешку књигу (са којом се због тежине не служи), са требником, позлаћеним путиром, двема великим и шест малих кандила даровао је руски кнез Војта Војнић из Кијева.

### Повраћај реликвија
Средином децембра 2018. године Епархији пакрачко-славонској враћено је 108 икона које ће се чувати у новом депоу Епархијског двора у Пакрацу са ризницом, на основу Споразума између Србије и Хрватске и пратећег Протокола, уз сагласност Светог архијерејског синода Српске православне цркве, Тако ће се у овом депо наћи и део икона из манастира Пакрац.